# Ralph Duncan James
Ralph Duncan James   (Liverpool, 8 de febrer de 1909 - Salt Spring Island, 19 de maig de 1979) va ser un matemàtic canadenc.
Ralph Duncan James va néixer a Liverpool (Anglaterra), però quan era encara un infant, la família es va traslladar a Vancouver (Canadà). Es va graduar a la universitat de la Colúmbia Britànica i el 1932 es va doctorar a la universitat de Chicago. Després de dos cursos post-doctorals a Caltech, on va treballar amb E.T. Bell, i a universitat de Cambridge, amb G. H. Hardy, va retornar als Amèrica per fer de professor a la universitat de Califòrnia a Berkeley (1934-1939). El 1940 va tornar al Canadà i es va convertir en cap del departament de matemàtiques de la Universitat de Saskatchewan fins al 1945, quan va retornar a la seva alma mater, la universitat de la Colúmbia Britànica, com a professor. A partir de 1948 va ser cap de departament de matemàtiques fins a la seva jubilació el 1974. Va ser president de la Societat Matemàtica del Canadà entre 1961 i 1963.